# Helene Richter (Anglistin)

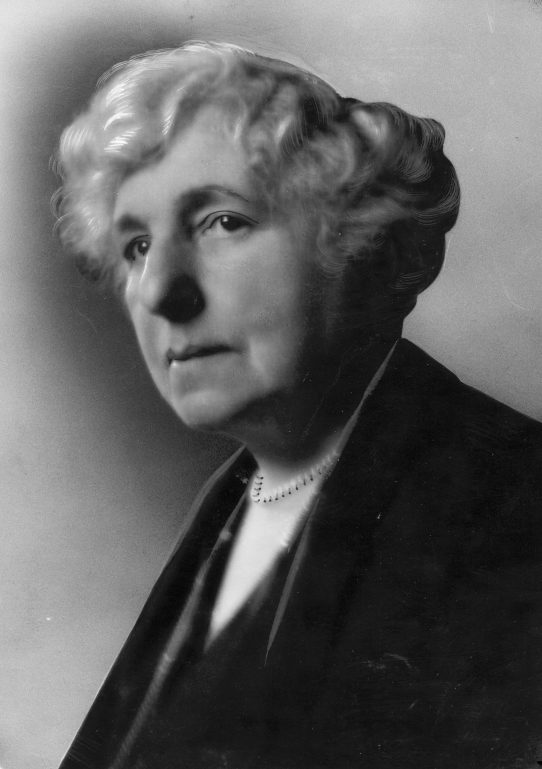
Aufnahme Atelier Fayer & Pietzner (ca. 1931)

Helene Richter (* 4. August 1861 in Wien; † 8. November 1942 im Konzentrationslager Theresienstadt) war eine österreichische Anglistin, Theaterwissenschaftlerin und -kritikerin.

## Leben
Helene Richter stammte aus dem assimilierten jüdischen Bürgertum: sie war die Tochter des Chefarztes der Südbahn-Gesellschaft, Maximilian Richter (1824–1890) und dessen Frau Emilie (Emmy) Lackenbacher (1832–1889). Wie ihre vier Jahre jüngere Schwester Elise Richter wurde sie von einer preußisch-norddeutschen Privatlehrerin unterrichtet. Die Mädchen wurden „religiös, aber überkonfessionell“ erzogen. Die Familie feierte Weihnachten und besuchte „alle Arten von Gottesdiensten, ausgenommen den jüdischen“. Da Frauen eine akademische Ausbildung seinerzeit noch verwehrt war, bildete sie sich als Autodidaktin und begann 1886 mit Studien zu Percy Bysshe Shelley.
Nach dem Tod der Eltern lebte sie mit ihrer ebenfalls unverheirateten Schwester Elise zusammen, die später Romanistin, erste Habilitandin und erste (außerordentliche) Professorin an der Universität Wien wurde. Den beiden kam das beträchtliche Erbe ihres Vaters zu, das ihnen den Bau eines Hauses im Währinger Cottageviertel sowie zahlreiche Reisen durch Europa und Nordafrika erlaubte. Ab 1891 besuchten die Schwestern als Gasthörerinnen Vorlesungen an der Universität Wien, etwa bei dem Philologen Theodor Gomperz und dem Romanisten Adolf Mussafia.
Helene Richter veröffentlichte 1892 einen Artikel zu Shelleys 100. Geburtstag in der Vossischen Zeitung, 1897 folgte ein Aufsatz über „Mary Wollstonecraft, die Verfechterin der Rechte der Frau“ in der sozialdemokratischen Arbeiter-Zeitung. Sie widmete sich umfangreichen biographischen und literarisch-kritischen Werken über Shelley (1898), Thomas Chatterton (1900), William Blake (1906), George Eliot (1907), Oscar Wilde (1912), George Bernhard Shaw (1913) und Lord Byron (1929). Sie schrieb auch ein dreibändiges Werk „Geschichte der englischen Romantik“ (1911–1918).
Ab 1906 luden die beiden Richter-Schwestern zu einem allwöchentlichen Salon, wo sich prominente Gelehrte und Künstler trafen. Dazu gehörten zum Beispiel die Frauenrechtlerinnen Marianne Hainisch und Rosa Mayreder, der Musikkritiker Max Kalbeck, der Schriftsteller Richard Kralik, der Burgtheater-Direktor Hugo Thimig und der Philologe Hans von Arnim. Im Jänner 1911 ließen sich Helene und Elise Richter in der Lutherischen Stadtkirche in Wien taufen.
Ihre Tätigkeit für das Shakespeare-Jahrbuch führte sie zur Theaterkritik. Mit Büchern wie „Schauspielercharakteristiken“ (1914), „Unser Burgtheater“ (1918) und „Joseph Lewinsky, 50 Jahre Wiener Kunst und Kultur“ (1925) schrieb sie über das Wiener Burgtheater. 1926 wurde sie zur „Burgtheaterbiographin“ ernannt.
Aufgrund ihrer Leistungen verliehen ihr die Universitäten Heidelberg und Erlangen 1931 – anlässlich ihres 70. Geburtstags – die Ehrendoktorwürde. Im selben Jahr wurde sie als Bürgerin ehrenhalber der Stadt Wien ausgezeichnet.
Nach dem so genannten Anschluss Österreichs an NS-Deutschland wurde ihr im März 1938 die Lehrerlaubnis entzogen und sie erhielt Bibliotheksverbot. In der Folgezeit musste sie auch ihre englischsprachige Privatbibliothek veräußern. Gemeinsam mit ihrer Schwester war sie im März 1942 gezwungen, in ein jüdisches Altersheim umzuziehen. Von dort wurden beide am 10. Oktober desselben Jahres in das Konzentrationslager Theresienstadt deportiert, wo sie am 8. November 1942 starb.

## Ehrungen
Das Tor der Universität Wien, das von der Garnisongasse 13 in die „neuen Höfe“ des Campus in der Alservorstadt führt, trägt seit 1998 den Namen „Richter-Tor“, zur Erinnerung an Helene und Elise Richter. Im Jahr 2008 wurde die Helene-Richter-Gasse in Wien-Floridsdorf nach ihr (statt zuvor nach Margret Dietrich) benannt.
Der Deutsche Anglistenverband vergibt einen Helene-Richter-Preis für „eine Dissertation, Habilitation oder vergleichbar niveauvolle wissenschaftliche Arbeit […], die sich durch Intensität der geleisteten Forschungsarbeit, Klarheit in Aufbau und Argumentation, Bedeutung der Ergebnisse, große Textnähe und gewandte sprachliche Darstellung auszeichnet“.

## Richter-Bibliothek
1942 gelangte die Bibliothek der beiden Schwestern aus etwa 3.000 Bänden unter dem politischen Druck der NS-Zeit an die Universität Köln. Nachdem dort der Schriftwechsel zur Bibliothek im Archiv gefunden wurde, wird seit 2005 im Rahmen der NS-Provenienzforschung die Bibliothek rekonstruiert, publiziert und – wenn möglich – an die Erben restituiert. Zudem soll ein kleiner Platz zwischen USB und Philosophikum nach den zwei Richterschwestern benannt werden.

## Werke (Auswahl)
- Mary Wollstonecraft. Die Verfechterin der "Rechte der Frau". Konegen, Wien 1897.
- Percy Bysshe Shelley. Felber, Weimar 1898 (Digitalisat im Internet Archive).
- Thomas Chatterton. Wien 1900.
- William Blake. Heitz, Strassburg 1906.
- George Eliot. Fünf Aufsätze. A. Duncker, Berlin 1907.
- Geschichte der englischen Romantik. Niemeyer, Halle a. d. Saale 1911–1916.
- Oscar Wildes künstlerische Persönlichkeit. Reisland, Leipzig 1912.
- Schauspieler-Charakteristiken. Voß, Hamburg/Leipzig 1914.
- Unser Burgtheater. Amalthea, Wien 1918.
- Shakespeare der Mensch. Leipzig 1923.
- Josef Lewinsky. Fünfzig Jahre Wiener Kunst und Kultur. Zum 150-jährigen Jubiläum des Burgtheaters mit Unterstützung der Stadt Wien. Deutscher Verlag für Jugend und Volk, Wien 1926.
- Lord Byron. Persönlichkeit und Werk. Niemeyer, Halle (Saale) 1929.
- Auguste Wilbrandt-Baudius: Der Weg einer großen Burgschauspielerin. Posthum herausgegeben von Rainer Zitta aus dem Nachlass von Helene Richter. Notring der Wissenschaftlichen Verbände Österreichs, Wien 1963.[11]